# Arrayanaria
Arrayanaria là một chi bướm đêm thuộc họ Geometridae.